# I Mammut Newton
I Mammut è una collana di libri della casa editrice Newton Compton.
La collana si distingue per la mole dei volumi, dedicati a un autore (del quale non di rado viene presentata l'opera omnia o, comunque, una corposa selezione di opere) oppure a un tema, e per la dimensione minuscola dei caratteri di stampa.
La collana ha subìto varie metamorfosi nel tempo, sia grafiche che di contenuto. La prima edizione, in brossura, presentava una copertina raffigurante un dipinto contornato da una cornice di vario colore (per i volumi di letteratura, cornice rossa; per i volumi di critica, cornice bianca; per i volumi di storie d'orrore, cornice nera; per i volumi di storie gialle, cornice gialla). Successivamente, i volumi sono stati realizzati con una grafica diversa: ciascun volume ha uno sfondo di un diverso colore, pastello, uniforme, con una caricatura dell'autore (o di personaggi delle opere). Anche le ristampe dei precedenti volumi sono stati successivamente realizzati con la nuova grafica.

## Elenco
| Numero | Autore                                           | Titolo | ISBN               |
| ------ | ------------------------------------------------ | --- | ------------------ |
| 1      | Italo Svevo                                      | Tutti i romanzi e i racconti: Una vita, Senilità, La coscienza di Zeno, I racconti | ISBN 9788854118157 |
| 2      | AA.VV.                                           | Le mille e una notte | ISBN 9788854113275 |
| 3      | Franz Kafka                                      | Tutti i romanzi, i racconti, pensieri e aforismi: America, Il processo, Il castello, Racconti pubblicati dall'autore, Racconti pubblicati frammentariamente, Racconti postumi, Considerazioni sul peccato, il dolore, la speranza e la vera via, Gli otto quaderni in ottavo, Frammenti da quaderni e fogli sparsi, Paralipomeni | ISBN 9788854117099 |
| 4      | Giorgio Vasari                                   | Le vite de' più eccellenti pittori, scultori e architettori | ISBN 9788854114258 |
| 5      | Giovanni Verga                                   | Tutti i romanzi, le novelle e il teatro: I Malavoglia, Mastro-don Gesualdo, Sulle lagune, Una peccatrice, Storia di una capinera, Eva, Tigre reale, Eros, Il marito di Elena, Dal tuo al mio, Tutte le novelle, Tutto il teatro e gli inediti per il teatro e per il cinema | ISBN 9788854127197 |
| 6      | James Frazer                                     | Il ramo d'oro: studio sulla magia e la religione | ISBN 9788854114623 |
| 7      | Edgar Allan Poe                                  | Tutti i racconti, le poesie e «Gordon Pym»: Racconti del mistero, dell'incubo e del terrore, racconti fantastici e grotteschi, «Gordon Pym», tutte le poesie e i saggi sulla poesia | ISBN 9788854114005 |
| 8      | Hermann Hesse                                    | Romanzi e racconti: Hermann Lauscher, Peter Camenzind, Sotto la ruota, Gertrud, Rosshalde, Knulp, Demian, Klein e Wagner, L'ultima estate di Klingsor e otto racconti lunghi | ISBN 9788854124516 |
| 9      | Sigmund Freud                                    | Opere (1886-1921): Scritti sulla cocaina, Scritti su ipnosi e suggestione, Studi sull'isteria, Il sogno, L'interpretazione dei sogni, Psicopatologia della vita quotidiana, Tre saggi sulla sessualità, Il motto di spirito, I casi clinici, Sulla psicoanalisi, Un ricordo d'infanzia di Leonardo da Vinci, Psicologia della vita amorosa, Totem e tabù, Metapsicologia, Il Mosè di Michelangelo, Al di là del principio di piacere e altri saggi | ISBN 9788854114036 |
| 10     | Federico García Lorca                            | Tutte le poesie e tutto il teatro: Poesie (testo spagnolo a fronte): Libro de poemas, Suites Poema del Cante jondo, Canzoni, Romancero gitano, Odi, Poeta a New York, Lamento per Ignacio Sánchez Mejías, Sei poesie galiziane, Diván del Tamarit, Sonetti, Poesie sparse, Canti popolari Teatro: Il maleficio della farfalla, La fanciulla e il principe, Lola, Le marionette, Mariana Pineda, Dialoghi, La calzolaia prodigiosa, Amore di don Perlimplín con Belisa, Di qui a cinque anni, Il pubblico, “Retabillo” di don Cristóbal, Nozze di sangue, Yerma, Donna Rosita nubile, La casa di Bernarda Alba, Commedia senza titolo, I sogni di mia cugina Aurelia | ISBN 9788854114050 |
| 11     | Dante Alighieri                                  | Tutte le opere: Divina Commedia, Vita Nuova, Rime, Convivio, De vulgari eloquentia, Monarchia, Egloghe, Epistole, Quaestio de aqua et terra | ISBN 9788854117273 |
| 12     | Grazia Deledda                                   | I grandi romanzi: Il vecchio della montagna, Elias Portolu, Cenere, L'edera, Colombi e sparvieri, Canne al vento, Marianna Sirca, La madre, Annalena Bilsini, Cosima | ISBN 9788879830188 |
| 13     | Khalil Gibran                                    | Tutte le poesie e i racconti: Il Folle, Il Precursore, Il Profeta, Sabbia e spuma, Gesù figlio dell'uomo, Gli Dèi della Terra, Il Vagabondo, Il Giardino del Profeta, Poesie in prosa, Una lacrima e un sorriso, Segreti del cuore, Spiriti ribelli, Le ali spezzate, Il diverbio, Massime spirituali, Un autoritratto, La voce del Maestro, Pensieri e meditazioni, Specchi dell'anima | ISBN 9788854126978 |
| 14     | AA.VV.                                           | I grandi romanzi gotici: Horace Walpole, Il castello di Otranto Matthew G. Lewis, Il monaco Ann Radcliffe, L'italiano o il confessionale dei penitenti neri Mary Shelley, Frankenstein Charles Robert Maturin, Melmoth l'uomo errante John William Polidori, Il vampiro | ISBN 9788854117303 |
| 15     | Alexandre Dumas                                  | I tre moschettieri e Vent'anni dopo | ISBN 9788854124509 |
| 16     | Alexandre Dumas                                  | Il visconte di Bragelonne | ISBN 9788854114029 |
| 17     | a cura di Giacinto Spagnoletti                   | Otto secoli di poesia italiana da San Francesco d'Assisi a Pasolini | ISBN 9788879832700 |
| 18     | Friedrich Nietzsche                              | Opere (1870-1881) | ISBN 9788854110816 |
| 19     | Friedrich Nietzsche                              | Opere (1882-1895) | ISBN 9788854110823 |
| 20     | Charles Darwin                                   | L'origine delle specie, L'origine dell'uomo e altri scritti sull'evoluzione: Viaggio di un naturalista intorno al mondo, L'origine delle specie, L'origine dell'uomo e la selezione naturale, I fondamenti dell'origine delle specie, Autobiografia | ISBN 9788854115217 |
| 21     | Giacinto Spagnoletti                             | Storia della letteratura italiana del Novecento | ISBN 9788879834162 |
| 22     | a cura di Gianni Pilo e Sebastiano Fusco         | Storie di vampiri | ISBN 9788854116351 |
| 23     | Luigi Pirandello                                 | I romanzi, le novelle e il teatro Tutti i romanzi: L'esclusa, Il turno, Il fu Mattia Pascal, Suo marito, I vecchi e i giovani, Quaderni di Serafino Gubbio operatore, Uno, nessuno e centomila Novelle per un anno Maschere nude | ISBN 9788854116405 |
| 24     | Hans Christian Andersen                          | Tutte le fiabe | ISBN 9788854122093 |
| 25     | Fëdor Dostoevskij                                | I fratelli Karamazov | ISBN 9788854122079 |
| 26     | Oscar Wilde                                      | Tutte le opere: Il ritratto di Dorian Gray, Racconti e fiabe, Teatro, Poesie e poesie in prosa, De Profundis e Due lettere al «Daily Chronicle», Saggi | ISBN 9788854118188 |
| 27     | a cura di Gianni Pilo e Sebastiano Fusco         | Storie di lupi mannari | ISBN 9788879836210 |
| 28     | Virginia Woolf                                   | Tutti i romanzi: La crociera, Notte e giorno, La camera di Jacob, La signora Dalloway, Gita al faro, Orlando, Le onde, Gli anni, Tra un atto e l'altro | ISBN 9788854117891 |
| 29     | Fratelli Grimm                                   | Tutte le fiabe | ISBN 9788854122086 |
| 30     | G.K. Chesterton                                  | Tutti i racconti gialli e tutte le indagini di Padre Brown: Il candore di padre Brown, La saggezza di padre Brown, L'incredulità di padre Brown, Il segreto di padre Brown, Lo scandalo di padre Brown | ISBN 9788854130142 |
| 31     | Grazia Deledda                                   | Dieci romanzi: La via del male, Il tesoro, Naufraghi in porto, Nostalgie, Sino al confine, L'incendio nell'oliveto, Il segreto dell'uomo solitario, La danza della collana, Il paese del vento, La chiesa della solitudine | ISBN 9788879837118 |
| 32     | Federico De Roberto                              | I grandi romanzi: Il ciclo degli Uzeda: L'illusione, I Viceré, L'Imperio | ISBN               |
| 33     | Victor Hugo                                      | I miserabili | ISBN 9788854112889 |
| 34     | Adam Smith                                       | La ricchezza delle nazioni | ISBN 9788854112742 |
| 35     | Torquato Tasso                                   | Opere: Aminta, Gerusalemme liberata, Rime, Il re Torrismondo, Gerusalemme conquistata, Il mondo creato, Discorsi dell'arte poetica, Dialoghi, Lettere | ISBN 9788879838931 |
| 36     | Edgar Wallace                                    | Dieci sfumature di giallo: L'enigma della candela ritorta, La valle degli spiriti, Il Cerchio Scarlatto, L'enigma dello spillo, Il mistero delle Tre Querce, Lo smeraldo maledetto, La porta dalle sette chiavi, L'orma gigante, La porta del traditore, Il laccio rosso | ISBN 9788854154865 |
| 37     | AA.VV.                                           | I maestri del giallo: Edgar Allan Poe, Le inchieste di Monsieur Dupin Arthur Conan Doyle, Uno studio in rosso Edgar Wallace, Il castello del terrore Mary R. Rinehart, La scala a chiocciola Alfred Edward Woodley Mason, Delitto a Villa Rose R.A. Freeman, L'impronta scarlatta Agatha Christie, Poirot e il mistero di Styles Court E.D. Biggers, Charlie Chan e la casa senza chiavi S. S. Van Dine, La strana morte del signor Benson John Buchan, I trentanove scalini | ISBN 9788879839136 |
| 38     | Voltaire                                         | Tutti i romanzi e i racconti e Dizionario filosofico | ISBN 9788854131361 |
| 39     | a cura di Gianni Pilo e Sebastiano Fusco         | Storie di fantasmi | ISBN 9788854155923 |
| 40     | D.H. Lawrence                                    | Tutti i racconti e i romanzi brevi | ISBN 9788881830305 |
| 41     | Lev Tolstoj                                      | Guerra e pace | ISBN 9788854117334 |
| 42     | Gustave Flaubert                                 | Tutti i romanzi: Madame Bovary, Salammbô, L'educazione sentimentale (con Memorie di un pazzo e Novembre), La tentazione di sant’Antonio, Tre racconti, Bouvard e Pécuchet | ISBN 9788854129573 |
| 43     | Giovanni Verga                                   | I romanzi brevi e tutto il teatro | ISBN 9788881831975 |
| 44     | Karl Marx                                        | Il Capitale | ISBN 9788854111677 |
| 45     | D.H. Lawrence                                    | I grandi romanzi: Figli e amanti, Donne innamorate, L'amante di Lady Chatterley | ISBN 9788881832279 |
| 46     | a cura di Gianni Pilo                            | I grandi romanzi dell'orrore: William Beckford, Vathek Robert Louis Stevenson, Lo strano caso del dottor Jekyll e del signor Hyde Bram Stoker, Dracula William H. Hodgson, La casa sull'abisso Gustav Meyrink, Il Golem Harold W. Munn, Stirpe di lupo H.P. Lovecraft, Le montagne della follia | ISBN 9788881833566 |
| 47     | Lev Tolstoj                                      | Anna Karenina | ISBN 9788854118195 |
| 48     | Guy de Maupassant                                | Tutti i romanzi: Una vita, Bel-Ami, Mont-Oriol, Pierre e Jean, Forte come la morte, Il nostro cuore, L'anima estranea, L'Angelus | ISBN 9788881834204 |
| 49     | Leonardo da Vinci                                | Trattato della pittura | ISBN 9788881834495 |
| 50     | Bruno Zevi                                       | Storia e controstoria dell'architettura in Italia | ISBN 9788881834464 |
| 51     | a cura di Gianni Pilo                            | Storie di streghe | ISBN 9788881834488 |
| 52     | Gianni Palitta e Diego Meldi                     | Cronologia universale | ISBN 9788881834471 |
| 53     | Bertrand Russell                                 | Il mio pensiero | ISBN 9788881835812 |
| 54     | Omero                                            | Iliade - Odissea | ISBN 9788854129665 |
| 55     | Jane Austen                                      | Tutti i romanzi: L'Abbazia di Northanger, Ragione e sentimento, Orgoglio e pregiudizio, Mansfield Park, Emma, Persuasione | ISBN 9788854111660 |
| 56     | a cura di Gianni Pilo                            | Storie di diavoli | ISBN 9788881836970 |
| 57     | Niccolò Machiavelli                              | Tutte le opere storiche, politiche e letterarie: Il Principe, Discorsi sopra la prima deca di Tito Livio, Dell'arte della guerra, Scritti politici minori, La vita di Castruccio Castracani, Istorie fiorentine, Andria, Mandragola, Clizia, Scritti letterari in prosa e in versi, Lettere | ISBN 9788854131378 |
| 58     | a cura di Manuela Maddama                        | Le più belle fiabe di ogni tempo e paese: Da Le mille e una notte, La Fontaine, Madame d’Aulnoy, Mademoiselle de La Force, Madame de Murat, Perrault, Madame le Prince de Beaumont, Le Comte de Caylus, Straparola, Basile, Gozzi, Collodi, Perodi, Capuana, Gozzano, Afanas’ev, Grimm, Andersen, Hoffmann, Dickens, Wilde, Yeats | ISBN 9788854133433 |
| 59     | a cura di Manuela Maddama                        | C'era una volta... Le più belle fiabe di tutti i tempi, 2 voll. | ISBN 9788881838400 |
| 60     | Giacomo Leopardi                                 | Tutte le poesie, tutte le prose e lo Zibaldone | ISBN 9788854117105 |
| 61     | Eschilo Euripide Sofocle                         | I tragici greci: I Persiani, I sette a Tebe, Le supplici, Prometeo incatenato, Agamennone, Le Coefore, Le Eumenidi Antigone, Aiace, Èdipo re, Elettra, Filottete, Le Trachinie, Èdipo a Colono, I segugi Alcesti, Medea, Ippolito, Gli Eraclidi, Ecuba, Andromaca, Le supplici, Eracle, Le troiane, Elettra, Elena, Ifigenia Taurica, Ione, Le fenicie, Oreste, Ifigenia in Aulide, Le Baccanti, Reso, Il ciclope | ISBN 9788854117112 |
| 62     | John Galsworthy                                  | La saga dei Forsyte | ISBN 9788881838899 |
| 63     | Alexandre Dumas                                  | Il conte di Montecristo | ISBN 9788854115880 |
| 64     | a cura di Gianni Pilo                            | Storie di mummie | ISBN 9788881839599 |
| 65     | Giosuè Carducci                                  | Tutte le poesie: Juvenilia, Levia Gravia, A Satana, Giambi ed Epodi, Intermezzo, Rime nuove, Odi barbare, Rime e ritmi, Della «Canzone di Legnano», Poesie inedite e disperse | ISBN 9788854124486 |
| 66     | Giuseppe Gioachino Belli                         | Tutti i sonetti romaneschi, vol. I | ISBN 9788881838028 |
| 67     | Giuseppe Gioachino Belli                         | Tutti i sonetti romaneschi, vol. II | ISBN 9788881838073 |
| 68     | Charles Baudelaire                               | Tutte le poesie e i capolavori in prosa: I fiori del male, I relitti, Poesie diverse, Amoenitates belgicae, Lo spleen di Parigi, Paradisi artificiali, La Fanfarlo, Scritti intimi | ISBN 9788854124493 |
| 69     | Giacomo Casanova                                 | Storia della mia vita, vol. I | ISBN 9788882890445 |
| 70     | Giacomo Casanova                                 | Storia della mia vita, vol. II | ISBN 9788882891374 |
| 71     | a cura di Gianni Pilo                            | Storie dell'orrore | ISBN 9788882892494 |
| 72     | Giovanni Pascoli                                 | Tutte le poesie: Myricae, Primi poemetti, Nuovi poemetti, Canti di Castelvecchio, Odi e Inni, Poemi conviviali, Poemi italici, Le Canzoni di Re Enzio, Poemi del Risorgimento, Inno a Roma, Inno a Torino, Poesie varie, Poesie latine | ISBN 9788854114012 |
| 73     | Arthur Conan Doyle                               | Tutto Sherlock Holmes: Uno studio in rosso, Il segno dei quattro, Le avventure di Sherlock Holmes, Le memorie di Sherlock Holmes, Il mastino dei Baskerville, Il ritorno di Sherlock Holmes, La valle della paura, L'ultimo saluto, Il taccuino di Sherlock Holmes | ISBN 9788854113671 |
| 74     | William Shakespeare                              | Tutto il teatro, 2 voll. | ISBN 9788854115972 |
| 75     | Platone                                          | Tutte le opere: Eutifrone, Apologia di Socrate, Critone, Fedone, Cratilo, Teeteto, Sofista, Politico, Parmenide, Filebo, Simposio, Fedro, Alcibiade, Alcibiade secondo, Ipparco, Amanti, Teagete, Carmide, Lachete, Liside, Eutidemo, Protagora, Gorgia, Menone, Ippia maggiore, Ippia minore, Ione, Menesseno, Clitofonte, Repubblica, Timeo, Crizia, Minosse, Leggi, Epinomide, Lettere | ISBN 9788854116368 |
| 76     | Fëdor Dostoevskij                                | Grandi romanzi: Le notti bianche, Memorie del sottosuolo, Il giocatore, Delitto e castigo, I demoni | ISBN 9788854118201 |
| 77     | Marcel Proust                                    | Alla ricerca del tempo perduto, vol. I | ISBN 9788882897451 |
| 78     | Marcel Proust                                    | Alla ricerca del tempo perduto, vol. II | ISBN 9788882897017 |
| 79     | Molière                                          | Tutto il teatro | ISBN 9788882897406 |
| 80     | Aristofane                                       | Le commedie: Gli Acarnesi, Cavalieri, Nuvole, Le vespe, La pace, Uccelli, Tesmoforiazuse, Lisistrata, Le rane, Ecclesiazuse, Pluto | ISBN 9788854113206 |
| 81     | Guy de Maupassant                                | Tutte le novelle e i racconti | ISBN 9788854104402 |
| 82     | Ludovico Ariosto                                 | Orlando furioso | ISBN 9788854105737 |
| 83     | Miguel de Cervantes                              | Don Chisciotte della Mancia | ISBN 9788854107380 |
| 84     | Giuseppe Verdi                                   | Tutti i libretti d'opera | ISBN 9788854114074 |
| 85     | Howard Phillips Lovecraft                        | Tutti i romanzi e i racconti: Tutte le storie dell'orrore puro, Tutte le storie oniriche e fantastiche, Tutte le storie del Ciclo di Cthulhu, Miscellanea e Saggi | ISBN 9788854113756 |
| 86     | Marchese de Sade                                 | I romanzi maledetti: Le sventure della virtù, Justine ovvero le disgrazie della virtù, La nuova Justine ovvero le sciagure della virtù, Juliette ovvero le prosperità del vizio, Le 120 giornate di Sodoma ovvero la scuola del libertinaggio | ISBN 9788854117082 |
| 87     | Ugo Foscolo                                      | Opere: Ultime lettere di Jacopo Ortis, Notizia intorno a Didimo Chierico, Le Grazie, Odi, Sonetti, Prose saggistiche, Lettere, Lettere d'amore | ISBN 9788854117877 |
| 88     | Emilio Salgari                                   | Tutte le avventure di Sandokan: Le tigri di Mompracem, I misteri della jungla nera, I pirati della Malesia, Le due Tigri, Il Re del Mare, Alla conquista di un impero, Sandokan alla riscossa, La riconquista di Mompracem, Il Bramino dell'Assam, La caduta di un impero, La rivincita di Yanez | ISBN 9788854123014 |
| 89     | Émile Zola                                       | I grandi romanzi: Thérèse Raquin, Il ventre di Parigi, Lo scannatoio, Nana, Dietro la facciata, Al paradiso delle signore, Germinal, La bestia umana, L'attacco al mulino | ISBN 9788854127180 |
| 90     | Gabriele D'Annunzio                              | Tutti i romanzi, novelle, poesie, teatro | ISBN 9788854127005 |
| 91     | Rudyard J. Kipling                               | I grandi romanzi, racconti e poesie: I libri della Giungla, La luce che si spense, Capitani coraggiosi, Kim, I tre soldati, Il risciò fantasma e altre storie fantastiche, L'uomo che volle essere re, I costruttori di ponti, Storie proprio così, Puck il folletto, Poesie (con testo inglese a fronte) | ISBN 9788854130159 |
| 92     | Erodoto Senofonte Tucidide                       | Storici greci: Storie, La guerra del Peloponneso, Elleniche, Anabasi, Ciropedia | ISBN 9788854131088 |
| 93     | Cesare Cornelio Nepote Svetonio Sallustio Tacito | Storici latini: La guerra gallica, La guerra civile; Vite degli uomini illustri, Vite dei Cesari La congiura di Catilina, La guerra contro Giugurta, Storie; Annali, Storie, La Germania, Vita di Agricola, Dialogo degli oratori | ISBN 9788854131071 |
| 94     | Charles Dickens                                  | I grandi romanzi: Le avventure di Oliver Twist, David Copperfield, Tempi difficili, Le due città, Grandi speranze, Racconti di Natale | ISBN 9788854131873 |
| 95     | Antonio Gramsci                                  | Opere scelte | ISBN 9788854133013 |
| 96     | Karl Marx                                        | Le opere che hanno cambiato il mondo: La questione ebraica; Manoscritti economico-filosofici del 1844; Tesi su Feuerbach; Miseria della filosofia; Lavoro salariato e capitale; Manifesto del Partito Comunista; Le lotte di classe in Francia; Il 18 brumaio di Luigi Bonaparte; Per la critica dell’economia politica; Salario, prezzo, profitto; Il Capitale; Libro I, capitolo VI; La forma di valore; Riassunto del “Capitale”; La guerra civile in Francia; Critica del Programma di Gotha e altri testi fondamentali | ISBN 9788854133150 |
| 97     | Jack London                                      | I grandi romanzi e i racconti: Il richiamo della foresta, Il lupo dei mari, Zanna Bianca e altre storie di cani, Il tallone di ferro, Martin Eden, I racconti del Grande Nord e della corsa all'oro, Racconti della pattuglia guardiapesca, La sfida e altre storie di boxe, I racconti del Pacifico e dei Mari del Sud | ISBN 9788854118164 |
| 98     | Maurice Leblanc                                  | Tutte le avventure di Arsenio Lupin | ISBN 9788854141032 |
| 99     | Friedrich Nietzsche                              | Le grandi opere: Verità e menzogna, La nascita della tragedia, La filosofia nell'età tragica dei Greci, Considerazioni inattuali I, II, III, IV, Umano, troppo umano, Aurora, La gaia scienza, Così parlò Zarathustra, Al di là del bene e del male, Genealogia della morale, Il caso Wagner, Crepuscolo degli idoli, L'Anticristo, Ecce Homo, Nietzsche contra Wagner, La volontà di potenza, Poesie | ISBN 9788854133686 |
| 100    | Louisa May Alcott                                | I grandi romanzi: Piccole donne, Piccole donne crescono, Piccoli uomini, I ragazzi di Jo, Un lungo fatale inseguimento d'amore | ISBN 9788854135536 |
| 101    | James Joyce                                      | Ulisse | ISBN 9788854135956 |
| 102    | Alessandro Manzoni                               | I promessi sposi e Storia della colonna infame, Inni Sacri e Odi civili | ISBN 9788854143296 |
| 103    | Jules Verne                                      | I grandi romanzi: Parigi nel XX secolo, Viaggio al centro della Terra, Dalla Terra alla Luna, I figli del capitano Grant, Ventimila leghe sotto i mari, Il giro del mondo in 80 giorni, L'isola misteriosa, Michele Strogoff | ISBN 9788854135895 |
| 104    | François Rabelais                                | Gargantua e Pantagruel | ISBN 9788854136441 |
| 105    | Sigmund Freud                                    | L'interpretazione dei sogni, Tre saggi sulla sessualità e Introduzione alla psicoanalisi | ISBN 9788854136540 |
| 106    | Friedrich Nietzsche                              | Umano, troppo umano, Così parlò Zarathustra, Al di là del bene e del male, Crepuscolo degli idoli, L'Anticristo e Ecce Homo | ISBN 9788854136557 |
| 107    | William Shakespeare                              | Le commedie: La tempesta, I due gentiluomini di Verona, Le allegre comari di Windsor, Misura per misura, La commedia degli errori, Molto rumore per nulla, Pene d'amor perdute, Sogno di una notte di mezza estate, Il mercante di Venezia, Come vi piace, La bisbetica domata, Tutto è bene quel che finisce bene, La dodicesima notte, Il racconto d'inverno | ISBN 9788854136564 |
| 108    | Luigi Pirandello                                 | Tutti i romanzi: L'esclusa, Il turno, Il fu Mattia Pascal, Suo marito, I vecchi e i giovani, Quaderni di Serafino Gubbio operatore, Uno, nessuno e centomila | ISBN 9788854136571 |
| 109    | Charles Dickens                                  | David Copperfield | ISBN 9788854136588 |
| 110    | Gabriele D'Annunzio                              | I grandi romanzi. Il piacere, L'innocente, Trionfo della morte, Il fuoco | ISBN 9788854136595 |
| 111    | Luigi Pirandello                                 | Novelle per un anno: Scialle nero, La vita nuda, La rallegrata, L'uomo solo, La mosca, In silenzio, Tutt'e tre, Dal naso al cielo, Donna Mimma, Il vecchio Dio, La giara, Il viaggio, Candelora, Berecche e la guerra, Una giornata | ISBN 9788854136601 |
| 112    | Giovanni Boccaccio                               | Decameron | ISBN 9788854136618 |
| 113    | William Shakespeare                              | Le grandi tragedie: Riccardo III, Romeo e Giulietta, Giulio Cesare, Macbeth, Amleto, Re Lear, Otello, Antonio e Cleopatra | ISBN 9788854136625 |
| 114    | Stendhal                                         | Il rosso e il nero e La Certosa di Parma | ISBN 9788854136632 |
| 115    | Giovanni Verga                                   | I Malavoglia, Mastro-don Gesualdo e Tutte le novelle | ISBN 9788854136649 |
| 116    | William Makepeace Thackeray                      | La fiera della vanità | ISBN 9788854136656 |
| 117    | Francis Scott Fitzgerald                         | I grandi romanzi e i racconti: Al di qua del Paradiso, Belli e dannati, Il grande Gatsby, Tenera è la notte, Racconti dell'età del jazz | ISBN 9788854141049 |
| 118    | Joseph Roth                                      | I grandi romanzi: Fuga senza fine, Giobbe, La marcia di Radetzky, La cripta dei cappuccini, La leggenda del santo bevitore | ISBN 9788854141056 |
| 119    | a cura di Hamza Piccardo                         | Corano | ISBN 9788854141063 |
| 120    | Edgar Lee Masters                                | Antologia di Spoon River, Il nuovo Spoon River | ISBN 9788854141070 |
| 121    | Mahatma Gandhi                                   | Il potere della non-violenza: La mia vita per la libertà, Il mio credo, il mio pensiero, La resistenza non violenta | ISBN 9788854141087 |
| 122    | Emilio Salgari                                   | Tutte le avventure dei corsari: Il Corsaro Nero, La Regina dei Caraibi, Jolanda, la figlia del Corsaro Nero, Il figlio del Corsaro Rosso, Gli ultimi filibustieri | ISBN 9788854141094 |
| 123    | Dante Alighieri                                  | La Divina commedia | ISBN 9788854143265 |
| 124    | Charles Dickens                                  | Il circolo Pickwick | ISBN 9788854143272 |
| 125    | Joseph Conrad                                    | I grandi romanzi e i racconti: La follia di Almayer, Il reietto delle isole, Il negro del Narciso, Cuore di tenebra, Lord Jim, Amy Foster, Tifone, Domani, Nostromo, L'agente segreto, La linea d'ombra, Racconti dell'inquietudine, Racconti di mare e di costa | ISBN 9788854147294 |
| 126    | Fernando Pessoa                                  | Il libro dell'inquietudine e Poesie | ISBN 9788854150119 |
| 127    | Robert Musil                                     | L'uomo senza qualità | ISBN 9788854146754 |
| 128    | AA.VV.                                           | I magnifici 7 capolavori della letteratura italiana: Ugo Foscolo, Ultime lettere di Jacopo Ortis Alessandro Manzoni, I promessi sposi Giovanni Verga, I Malavoglia Gabriele D'Annunzio, Il piacere Antonio Fogazzaro, Piccolo mondo antico Luigi Pirandello, Il fu Mattia Pascal Italo Svevo, La coscienza di Zeno | ISBN 9788854150720 |
| 129    | AA.VV.                                           | I magnifici 7 capolavori della letteratura inglese: Charles Dickens, Tempi difficili Robert Louis Stevenson, Lo strano caso del Dr. Jekyll e Mr. Hyde Joseph Conrad, Cuore di tenebra Jerome K. Jerome, Tre uomini in barca Arthur Conan Doyle, Sherlock Holmes. Il mastino dei Baskerville Rudyard Kipling, Kim D.H. Lawrence, L'amante di Lady Chatterley | ISBN 9788854150737 |
| 130    | AA.VV.                                           | I magnifici 7 capolavori della letteratura per ragazzi: Daniel Defoe, Robinson Crusoe Jules Verne, Il giro del mondo in 80 giorni Mark Twain, Le avventure di Tom Sawyer Edmondo De Amicis, Cuore Robert Louis Stevenson, L'isola del tesoro James Matthew Barrie, Le avventure di Peter Pan Emilio Salgari, Sandokan. Le tigri di Mompracem | ISBN 9788854150744 |
| 131    | AA.VV.                                           | Le magnifiche 7 signore della letteratura inglese: Jane Austen, Orgoglio e pregiudizio Mary Shelley, Frankenstein Charlotte Brontë, Jane Eyre Emily Brontë, Cime tempestose Anne Brontë, Agnes Grey George Eliot, Il velo dissolto Virginia Woolf, Gita al faro | ISBN 9788854150751 |
| 132    | AA.VV.                                           | I magnifici 7 capolavori della letteratura per ragazze: Louisa May Alcott, Piccole donne Lewis Carroll, Alice nel paese delle meraviglie Jane Austen, Ragione e sentimento Frances Hodgson Burnett, Il giardino segreto Mary Mapes Dodge, Pattini d'argento Johanna Spyri, Heidi Eleanor H. Porter, Pollyanna | ISBN 9788854150768 |
| 133    | AA.VV.                                           | I magnifici 7 capolavori della letteratura russa: Aleksandr Puškin, La figlia del capitano Nikolaj Gogol', I racconti degli arabeschi, Il naso e Il cappotto Ivan Sergeevič Turgenev, Un nido di nobili Fëdor Dostoevskij, Le notti bianche Lev Tolstoj, Anna Karenina Michail Bulgakov, Cuore di cane Varlam Tichonovič Šalamov, I racconti della Kolyma | ISBN 9788854150775 |
| 134    | AA.VV.                                           | I magnifici 7 capolavori della letteratura tedesca: Goethe, I dolori del giovane Werther E.T.A. Hoffmann, Gli elisir del diavolo Franz Kafka, Il processo Joseph Roth, La marcia di Radetzky Robert Musil, I turbamenti del giovane Törless Stefan Zweig, Novella degli scacchi Arthur Schnitzler, Doppio sogno | ISBN 9788854150782 |
| 135    | AA.VV,                                           | I magnifici 7 capolavori della letteratura americana: Edgar Allan Poe, Le avventure di Gordon Pym Nathaniel Hawthorne, La lettera scarlatta Herman Melville, Moby Dick Henry James, Giro di vite Jack London, Il richiamo della foresta Edith Wharton, L'età dell’innocenza Francis Scott Fitzgerald, Il grande Gatsby | ISBN 9788854150799 |
| 136    | AA.VV.                                           | I magnifici 7 capolavori della letteratura francese: Stendhal, La Certosa di Parma Honoré de Balzac, Eugénie Grandet Victor Hugo, Notre-Dame de Paris Gustave Flaubert, Madame Bovary Alexandre Dumas (figlio), La signora delle camelie Émile Zola, Thérèse Raquin Guy de Maupassant, Bel-Ami | ISBN 9788854150805 |
| 137    | AA.VV.                                           | I magnifici 7 capolavori della letteratura irlandese: Jonathan Swift, I viaggi di Gulliver Laurence Sterne, Viaggio sentimentale Joseph Sheridan Le Fanu, Carmilla Bram Stoker, Dracula Oscar Wilde, Il ritratto di Dorian Gray William Butler Yeats, Fiabe irlandesi James Joyce, Gente di Dublino | ISBN 9788854150812 |
| 138    | AA.VV                                            | I magnifici 7 capolavori della letteratura erotica: Denis Diderot, Thérèse philosophe John Cleland, Fanny Hill. Memorie di una donna di piacere Marchese de Sade, La filosofia nel boudoir E.T.A. Hoffmann, Suor Monika Alfred de Musset, Gamiani Anonimo, La mia vita segreta Guillaume Apollinaire, Le undicimila verghe | ISBN 9788854150829 |
| 139    | Tacito                                           | Tutte le opere: Annali, Storie, La Germania, Vita di Giulio Agricola, Dialogo degli oratori | ISBN 9788854154773 |
| 140    | Irène Némirovsky                                 | I capolavori: Il malinteso, Il ballo, David Golder, Come le mosche d'autunno, Il vino della solitudine, Jezabel, La preda, Il calore del sangue, Il signore delle anime, Due, I cani e i lupi, I fuochi dell'autunno, I doni della vita, Suite francese | ISBN 9788854154780 |
| 141    | Charles Perrault e altri                         | I racconti delle fate | ISBN 9788854157590 |
| 142    | Esopo Fedro Jean de La Fontaine                  | Le favole degli animali | ISBN 9788854157606 |
| 143    | Lucio Anneo Seneca                               | Tutte le opere | ISBN 9788854157613 |
| 144    | a cura di Cecilia Gatto Trocchi                  | Le più belle fiabe popolari italiane | ISBN 9788854157620 |
| 145    | Emma Perodi                                      | Le novelle della nonna. Fiabe fantastiche | ISBN 9788854157637 |
| 146    | S. S. Van Dine                                   | Tutti i romanzi gialli. Le indagini dell'investigatore Philo Vance | ISBN 9788854167247 |
| 147    | Earl Derr Biggers                                | I grandi romanzi gialli. Tutte le indagini di Charlie Chan | ISBN 9788854167230 |
| 148    | AA. VV.                                          | Sette sfumature di eros: Gervaise de Latouche, Il portinaio dei certosini Sade, Le 120 giornate di Sodoma Anonimo, Memorie di una cantante tedesca Sacher-Masoch, Venere in pelliccia da «La Perla», Sub Umbra e La rose d'amour Oscar Wilde (dubbia attribuzione), Teleny | ISBN 9788854171985 |
| 149    | Charles Dickens                                  | Racconti di Natale | ISBN 9788854171251 |

Dal numero 150 in poi, gran parte dei volumi sono riedizioni dei precedenti.
| 150 |                                                              | Le mille e una notte | ISBN 9788854180482 |
| 151 | Karl Marx                                                    | Il capitale |                    |
| 152 | Giorgio Vasari                                               | Le vite dei più eccellenti pittori, scultori e architetti |                    |
| 153 | Arthur Conan Doyle                                           | Tutto Sherlock Holmes | ISBN 9788854180512 |
| 154 | Jane Austen                                                  | Tutti i romanzi |                    |
| 155 | AA.VV.                                                       | I capolavori del giallo: Arthur Conan Doyle, Il segno dei quattro Gaston Leroux, Il profumo della dama in nero John Buchan, Il mistero della collana Anna Katharine Green, Due iniziali soltanto J. S. Fletcher, Il mistero del diamante giallo Edgar Wallace, La porta dalle sette chiavi G. K. Chesterton, Il segreto di padre Brown Earl Derr Biggers, Charlie Chan e la casa senza chiavi S. S. Van Dine, La dea della vendetta Ethel Lina White, Il mistero della signora scomparsa |                    |
| 156 | AA.VV.                                                       | I capolavori della letteratura horror |                    |
| 157 | AA.VV.                                                       | I capolavori della letteratura dell'Ottocento: Goethe, Le affinità elettive Jane Austen, Orgoglio e pregiudizio Alessandro Manzoni, I promessi sposi Hermann Melville, Moby Dick Gustave Flaubert, Madame Bovary Fëdor Dostoevskij, Delitto e castigo Oscar Wilde, Il ritratto di Dorian Gray |                    |
| 158 | AA.VV.                                                       | I grandi romanzi d'amore: Jane Austen, Ragione e sentimento Emily Brontë, Cime tempestose Nathaniel Hawthorne, La lettera scarlatta Lev Tolstoj, Anna Karenina Émile Zola, Nanà Edith Wharton, L'età dell'innocenza D.H. Lawrence, L'amante di Lady Chatterley |                    |
| 159 | AA.VV.                                                       | I grandi romanzi d'avventura: James Fenimore Cooper, L'ultimo dei Mohicani Jules Verne, Ventimila leghe sotto i mari Robert Louis Stevenson, La freccia nera Rudyard Kipling, Capitani coraggiosi Emilio Salgari, Il corsaro nero Joseph Conrad, Lord Jim Jack London, Zanna bianca |                    |
| 160 | Dante Alighieri                                              | Tutte le opere |                    |
| 161 | Leonardo da Vinci                                            | Trattato della pittura |                    |
| 162 | Louisa May Alcott                                            | I grandi romanzi |                    |
| 163 | Israel Joshua Singer                                         | I capolavori (Yoshe Kalb, I fratelli Ashkenazi, La famiglia Karnowski, Da un mondo che non c’è più) |                    |
| 164 | Alexandre Dumas                                              | I tre moschettieri - Vent'anni dopo |                    |
| 165 | Lev N. Tolstoj                                               | Guerra e pace |                    |
| 166 | Alexandre Dumas                                              | Il Visconte di Bragelonne |                    |
| 167 | Jules Verne                                                  | I grandi romanzi |                    |
| 168 | Sigmund Freud                                                | Le opere complete - cofanetto |                    |
| 169 | Omero                                                        | Iliade - Odissea |                    |
| 170 | Henry James                                                  | I grandi romanzi (L'americano, Washington Square, Le bostoniane, Ritratto di signora, Le ali della colomba, Giro di vite) |                    |
| 171 | Charlotte Brontë, Emily Brontë, Anne Brontë (Sorelle Brontë) | Tutti i romanzi (Jane Eyre, Shirley, Villette, Il professore; Cime tempestose; Agnes Grey, La signora di Wildfell Hall) |                    |
| 172 | Wilkie Collins                                               | I grandi romanzi (La donna in bianco, Senza nome, Armadale, La pietra di Luna, La donna del sogno, L’albergo stregato) |                    |
| 173 | Giacomo Leopardi                                             | Tutte le poesie e tutte le prose |                    |
| 174 | Sofocle, Euripide, Eschilo                                   | I tragici greci |                    |
| 175 | Howard P. Lovecraft                                          | Tutti i romanzi e i racconti |                    |
| 176 | Fëdor M. Dostoevskij                                         | I capolavori |                    |
| 177 | AA.VV.                                                       | I grandi romanzi gotici |                    |
| 178 | Francis Scott Fitzgerald                                     | I grandi romanzi e i racconti |                    |
| 179 | Sigmund Freud                                                | L'interpretazione dei sogni, Tre saggi sulla sessualità e Introduzione alla psicoanalisi |                    |
| 180 | Franz Kafka                                                  | Tutti i romanzi, i racconti, pensieri e aforismi |                    |
| 181 | Fernando Pessoa                                              | Il libro dell'inquietudine e Poesie |                    |
| 182 | Luigi Pirandello                                             | Tutti i romanzi |                    |
| 183 | Luigi Pirandello                                             | Novelle per un anno |                    |
| 184 | Luigi Pirandello                                             | Maschere nude |                    |
| 185 | Edgar Allan Poe                                              | Tutti i racconti, le poesie e «Gordon Pym» |                    |
| 186 | AA.VV.                                                       | I capolavori del giallo |                    |
| 187 | Italo Svevo                                                  | Tutti i romanzi e i racconti |                    |
| 188 | Giovanni Verga                                               | I Malavoglia, Mastro-don Gesualdo e Tutte le novelle |                    |
| 189 | James G. Frazer                                              | Il ramo d'oro |                    |
| 190 | Giacomo Leopardi                                             | Zibaldone |                    |
| 191 | Luigi Natoli                                                 | I Beati Paoli |                    |
| 192 | Ludovico Ariosto                                             | Orlando Furioso |                    |
| 193 | H. G. Wells                                                  | La macchina del tempo, L'uomo invisibile, La guerra dei mondi, L'isola del dottor Moreau |                    |
| 194 | Miguel Cervantes                                             | Don Chisciotte della Mancha |                    |
| 195 | Fëdor M. Dostoevskij                                         | I fratelli Karamazov |                    |
| 196 | Arthur Conan Doyle                                           | Tutti i romanzi e i racconti fantastici e dell'orrore |                    |
| 197 | James Joyce                                                  | I capolavori (Ulisse, Gente di Dublino, Ritratto dell'artista da giovane, Poesie) |                    |
| 198 |                                                              | Il Corano |                    |
| 199 | AA.VV.                                                       | I magnifici 7 capolavori della letteratura russa |                    |
| 200 | AA.VV.                                                       | I magnifici 7 capolavori della letteratura italiana |                    |
| 201 | AA.VV.                                                       | I magnifici 7 capolavori della letteratura americana |                    |
| 202 | AA.VV.                                                       | I magnifici 7 capolavori della letteratura inglese |                    |
| 203 | AA.VV.                                                       | I magnifici 7 capolavori della letteratura francese |                    |
| 204 | Robert Musil                                                 | L'uomo senza qualità, Il giovane Törless, Congiungimenti |                    |
| 205 | William Shakespeare                                          | Le grandi tragedie |                    |
| 206 | Alexandre Dumas                                              | Il conte di Montecristo |                    |
| 207 | AA.VV.                                                       | Storie di Vampiri |                    |
| 208 | Jakob e Wilhelm Grimm                                        | Tutte le fiabe |                    |
| 209 | Alessandro Manzoni                                           | I promessi sposi - Storia della colonna infame - Inni sacri - Odi civili |                    |
| 210 | Hans Christian Andersen                                      | Tutte le fiabe |                    |
| 211 | Emilio Salgari                                               | Tutte le avventure di Sandokan |                    |
| 212 | Charles Dickens                                              | Racconti di Natale |                    |
| 213 |                                                              | Le più belle fiabe popolari italiane |                    |
| 214 | AA.VV.                                                       | I maestri del giallo |                    |
| 215 | Jean de La Fontaine, Fedro, Esopo                            | Le favole degli animali |                    |
| 216 | Giovanni Pascoli                                             | Tutte le poesie |                    |
| 217 | Victor Hugo                                                  | I miserabili |                    |
| 218 | Gabriele D'Annunzio                                          | I grandi romanzi |                    |
| 219 | Leonardo da Vinci                                            | Trattato della pittura |                    |
| 220 | Mohandas K. Gandhi                                           | Il potere della non-violenza |                    |
| 221 | Oscar Wilde                                                  | Tutte le opere |                    |
| 222 | Gilbert Keith Chesterton                                     | Tutti i racconti gialli e tutte le indagini di Padre Brown |                    |
| 223 | Charles Baudelaire                                           | Tutte le poesie e i capolavori in prosa |                    |
| 224 | Charles Darwin                                               | L'origine delle specie, L'origine dell'uomo e altri scritti sull'evoluzione |                    |
| 225 | AA. VV.                                                      | I capolavori della letteratura horror |                    |
| 226 | George Orwell                                                | I capolavori (La fattoria degli animali, 1984, Senza un soldo a Parigi e Londra, Giorni in Birmania, Omaggio alla Catalogna) |                    |
| 227 | Cesare Pavese                                                | I capolavori (La luna e i falò, La casa in collina, La spiaggia, Dialoghi con Leucò, Il compagno, La bella estate, Il diavolo sulle colline, Tra donne sole, Lavorare stanca, Verrà la morte e avrà i tuoi occhi) |                    |